# コリニア
コリニア（Collinear またはKollinear ）はフォクトレンダーの写真レンズの名称。
1893年に発明され、フォクトレンダーで設計されたレンズとしては最初にアナスチグマートを実現した。原則2群6枚で前後対称。シャープなレンズで風景写真用に人気があった。前玉を外すと明るさは半減するが焦点距離1.6倍の長焦点レンズとしても使える。
派生型としてワイドアングルコリニア（Wide-Angle Collinear ）、アポクロマートコリニア（Apochromat Collinear ）がある。

## 製品一覧

### コリニアF5.4
シリーズIとシリーズIIがある。
- コリニア12cmF5.4[5]
- コリニア14cmF5.4[5]
- コリニア15.5cmF5.4[5]
- コリニア20cmF5.4[5]

### コリニアF6
- コリニア18cmF6[5]

### コリニアF6.3
シリーズIとシリーズIIIがある。2群6枚。包括角度70-80度。
- コリニア7.5cmF6.3[6][7]
- コリニア10.5cmF6.3[7]
- コリニア13.2cmF6.3[5][7]
- コリニア15cmF6.3[5]
- コリニア16.5cmF6.3[7]
- コリニア52cmF6.3[6]

### コリニアF6.8
- コリニア6cmF6.8[5]
- コリニア9cmF6.8[5][7]
- コリニア10.5cmF6.8[7]
- コリニア12cmF6.8[5][7]
- コリニア13.2cmF6.8[5]
- コリニア13.5cmF6.8[5]
- コリニア15cmF6.8[5]
- コリニア16.5cmF6.8[5]
- コリニア18cmF6.8[5]
- コリニア18.3cmF6.8[5]

### コリニアF7.7
シリーズII。

### コリニアF12.5
シリーズIII。

### コリニアF18
シリーズIII。

### ワイドアングルコリニア
2群6枚。包括角度80-100度。
- ワイドアングルコリニア10.5cmF12.5[6] - 4×5in判をカバーし、建築写真などに多く使われた。
- ワイドアングルコリニア12cmF12.5[8]
- ワイドアングルコリニア18cmF12.5[8]
- ワイドアングルコリニア20cmF12.5[8]
- ワイドアングルコリニア25cmF12.5[8]
- ワイドアングルコリニア32cmF12.5[6]

### アポクロマートコリニア
2群6枚。硝材は外側から重クラウンSK6、クラウンフリントKF3、クルツフリントKzF1。KF3が非常に分厚い。
- アポクロマートコリニア20cmF9[1]
- アポクロマートコリニア30cmF9[1]
- アポクロマートコリニア42cmF9[1]
- アポクロマートコリニア50cmF10[1]
- アポクロマートコリニア60cmF10[1]
- アポクロマートコリニア80cmF11[1]
- アポクロマートコリニア100cmF12.5[1]